# Pieve di Bono

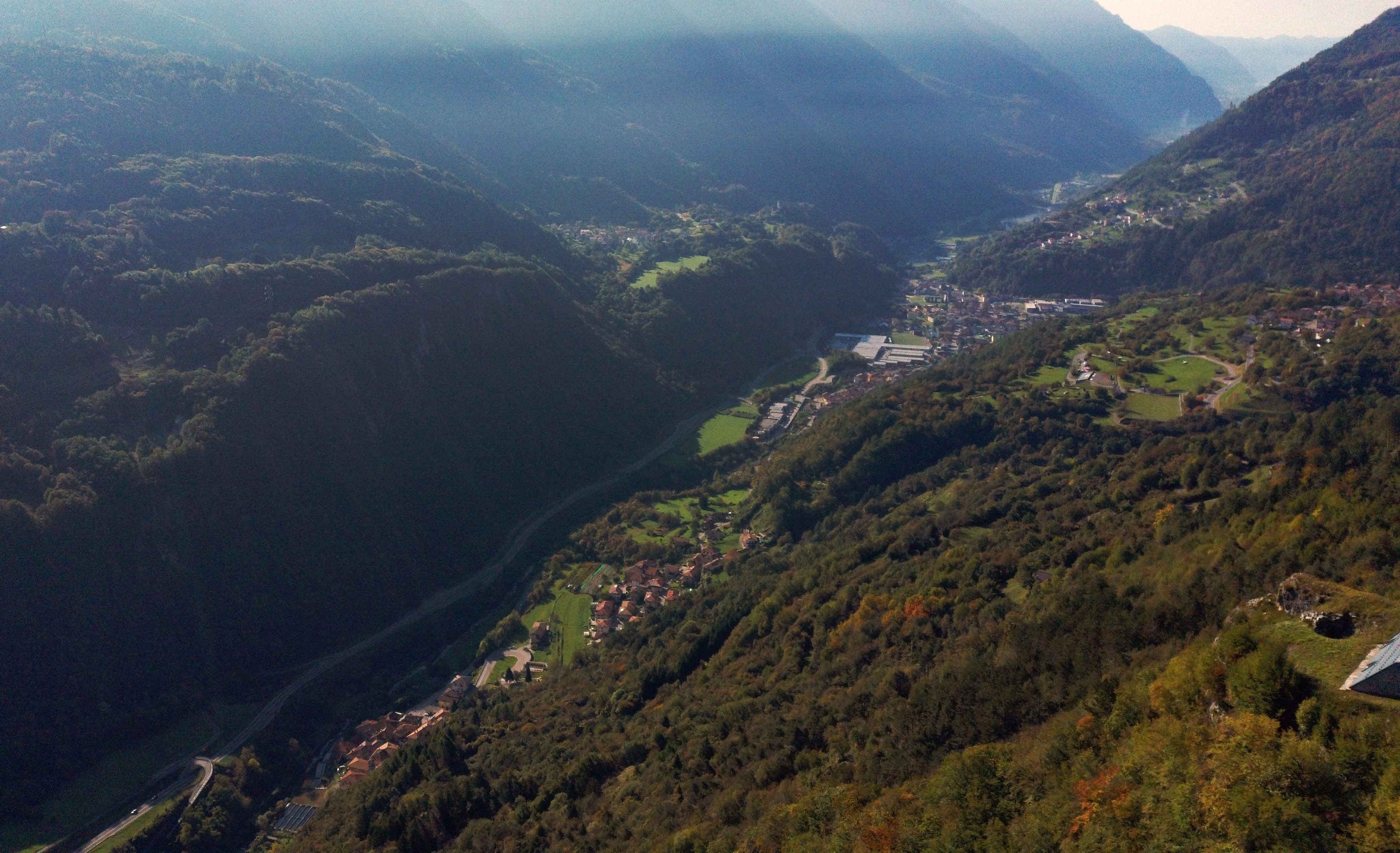
Pieve di Bono von Norden

Pieve di Bono (galloitalisch: Piev da Bon, deutsch veraltet: Bauner Pleif) war bis 2015 eine Gemeinde (comune) im Trentino in der Region Trentino-Südtirol. Die Gemeinde gehörte zur Comunità delle Giudicarie. Die Gemeinde lag etwa 39 Kilometer westsüdwestlich von Trient am Chiese im Valle di Chiese auf einer Höhe von 514 m s.l.m. Schutzpatron der Gemeinde war Justina von Padua.  Der Verwaltungssitz der Gemeinde befand sich im Ortsteil Creto. Die Gemeinde hatte mit den Fraktionen Agrone, Cologna, Creto, Por und Strada eine Fläche von 20,9 km². Nachbargemeinden waren Bersone, Castel Condino, Cimego, Lardaro, Ledro, Praso, Prezzo und Tione di Trento.

## Geschichte
Die Gemeinde wurde 1928 durch Zusammenschluss der bis dahin unabhängigen Gemeinden Agrone, Bersone, Cologna, Creto, Daone, Por, Praso, Prezzo und Strada gegründet. 1952 wurden die Gemeindeteile Bersone, Daone, Praso und Prezzo ausgegliedert und jeweils wieder zu eigenständigen Gemeinden. Am 14. Dezember 2014 haben die Bewohner von Pieve di Bono und der Nachbargemeinde Prezzo mit großer Mehrheit die Zusammenlegung der beiden Gemeinden zur Gemeinde Pieve di Bono-Prezzo mit Creto als Hauptort gutgeheißen. Dieser Zusammenschluss wurde am 1. Januar 2016 vollzogen.

### Einwohnerentwicklung
| Jahr          | 1921   | 1931 | 1936 | 1951 | 1961 | 1971 | 1981 | 1991 | 2001 | 2011 | 2015 |
| Einwohnerzahl | 1554 1 | 1388 | 1289 | 1315 | 1478 | 1438 | 1449 | 1413 | 1396 | 1331 | 1285 |

 1Addierter Wert aus den Einwohnerzahlen von den damals noch eigenständigen Gemeinden.

## Verkehr
Durch die Gemeinde führt die Strada Statale 237 del Caffaro von Brescia nach Calavino.